# ادوارد پوینتر

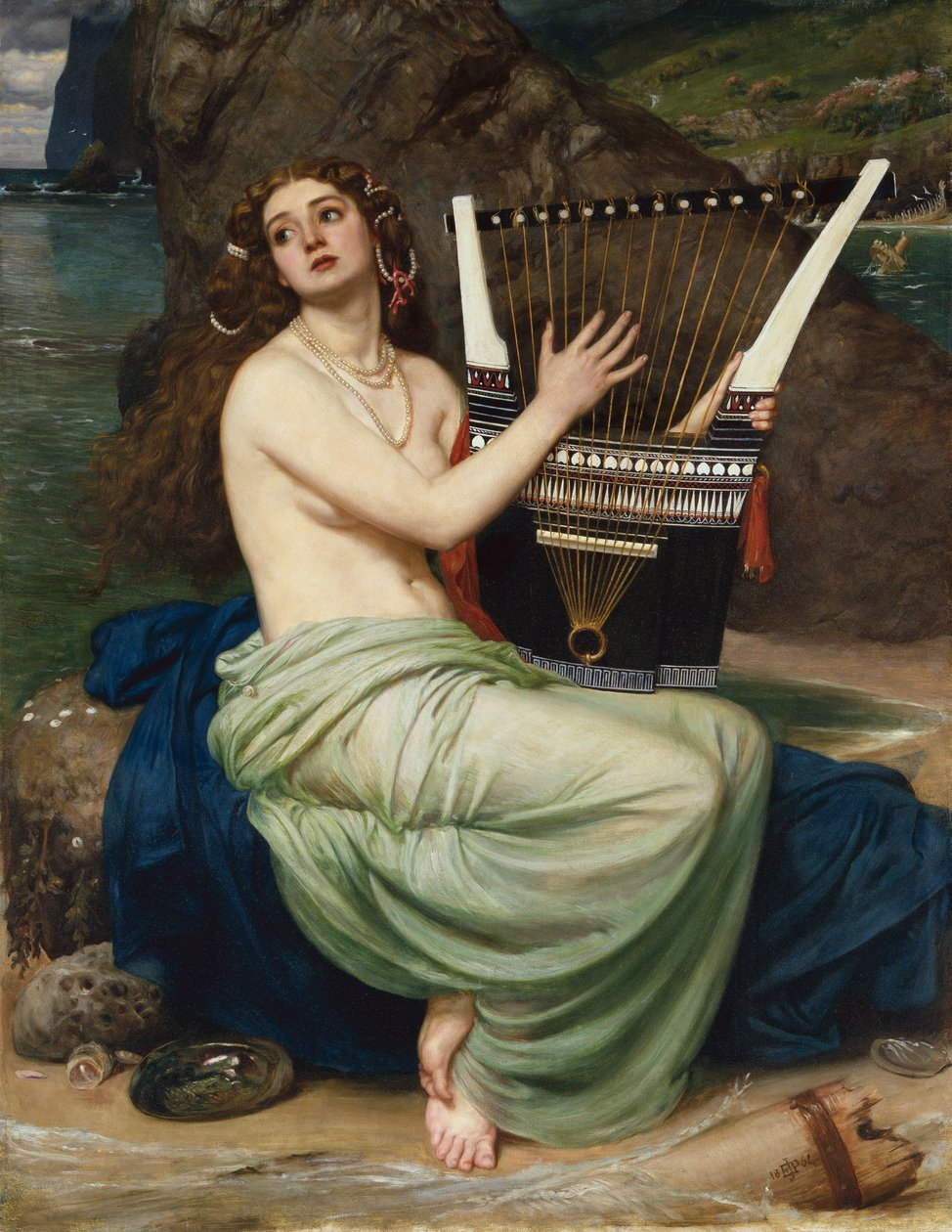
سیرن (۱۸۶۴)

ادوارد پوینتر (انگلیسی: Edward Poynter)، سر ادوارد جان پوینتر (زاده ۲۰ مارس ۱۸۳۶ در پاریس – درگذشته ۲۶ ژوئیه ۱۹۱۹ در لندن)، نقاش و طراح انگلیسی که به عنوان رئیس آکادمی سلطنتی خدمت کرد.

## نگارخانه

آثار ادوارد پوینتر
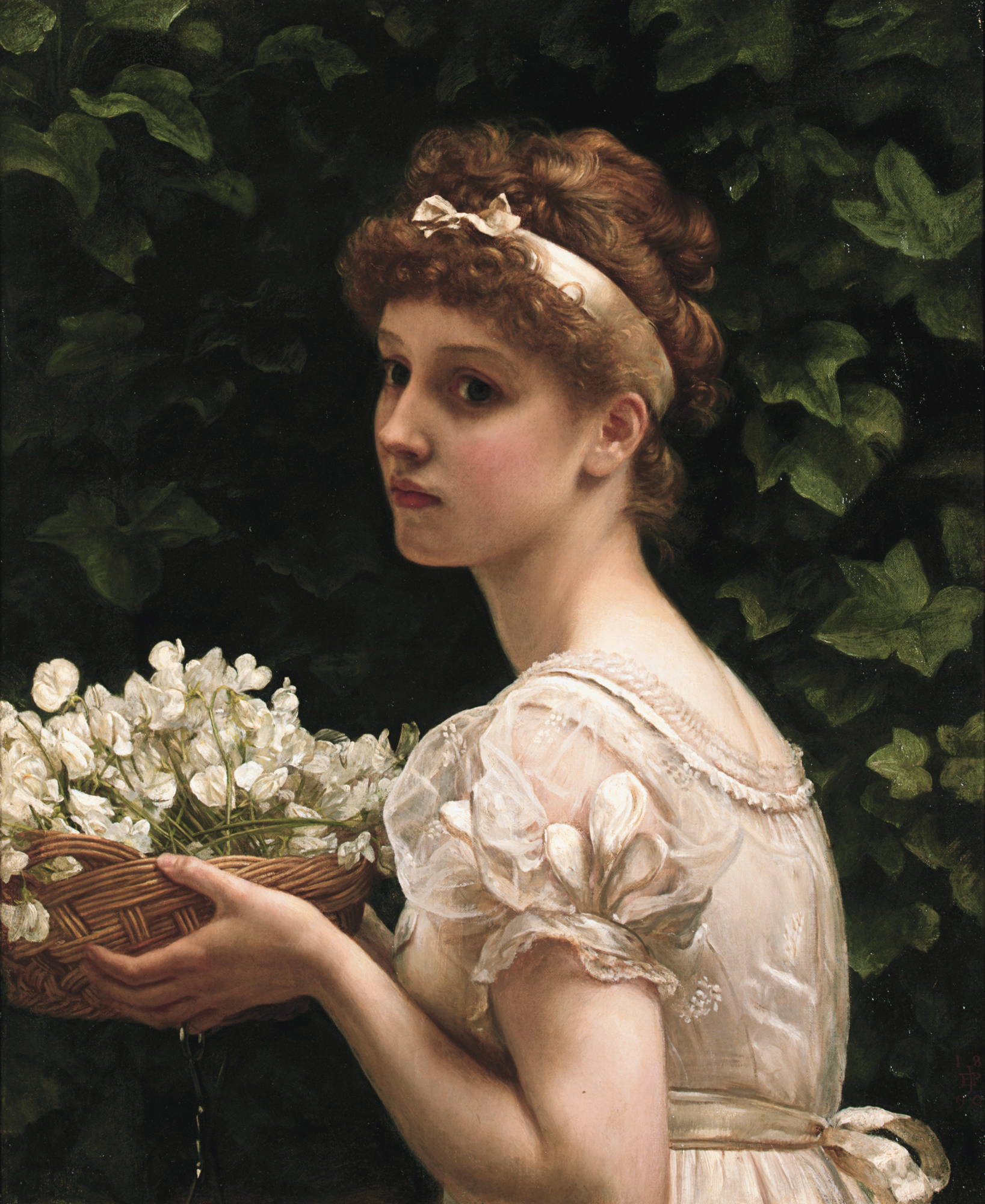
شکوفه نخود
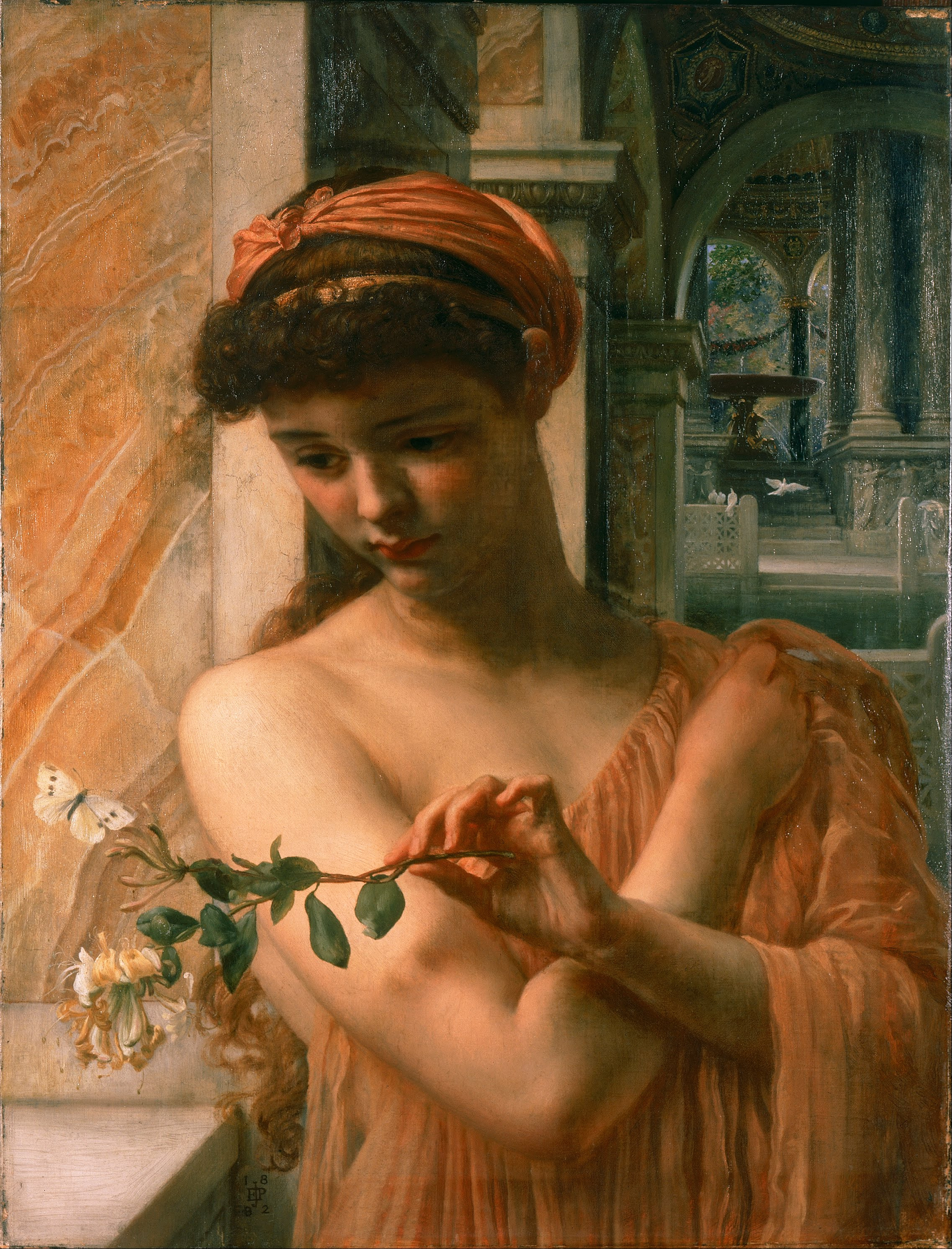
روح و روان در معبد عشق
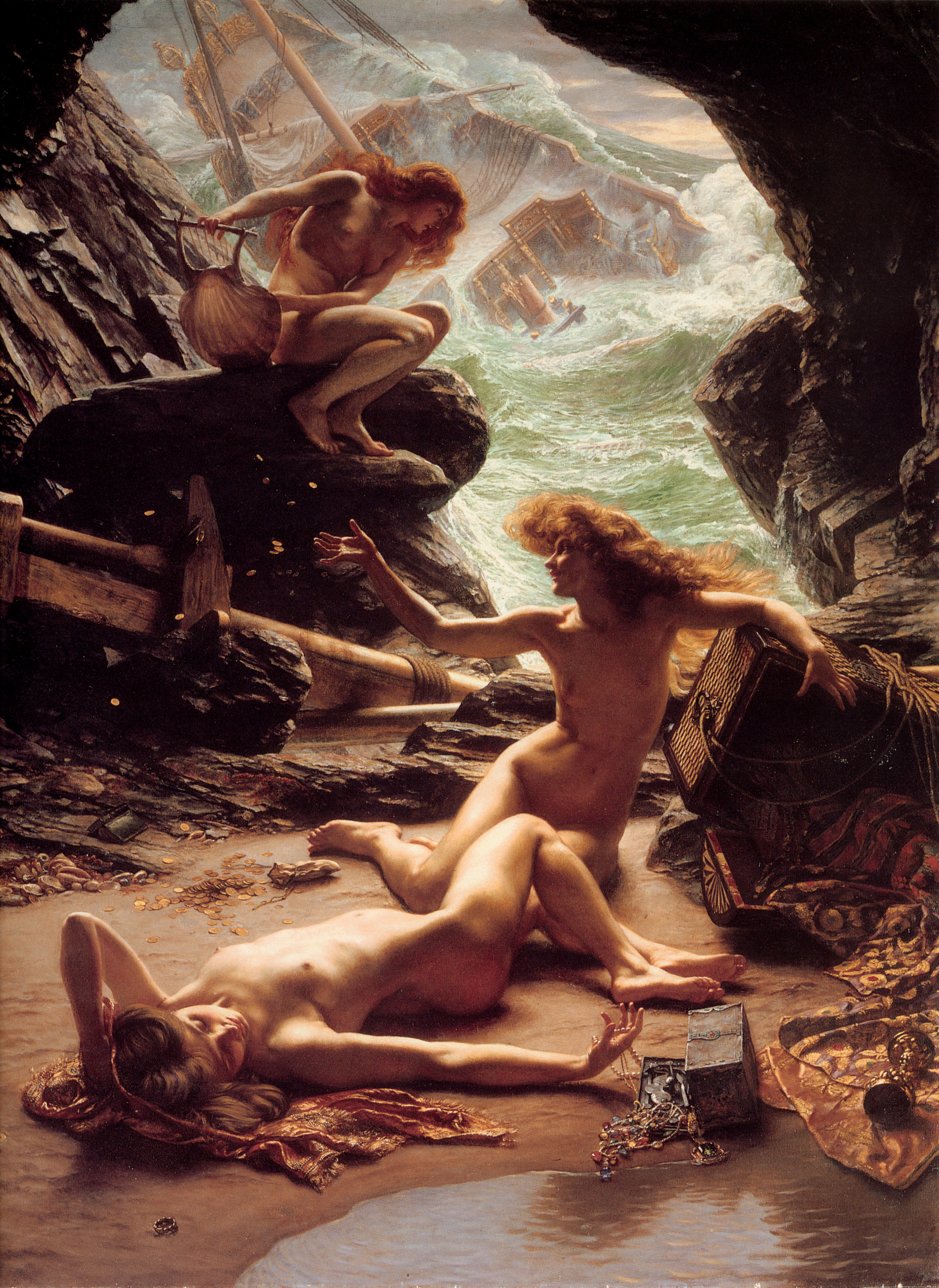
طوفان در غار نیمف‌ها (۱۹۰۳) , مجموعه خصوصی
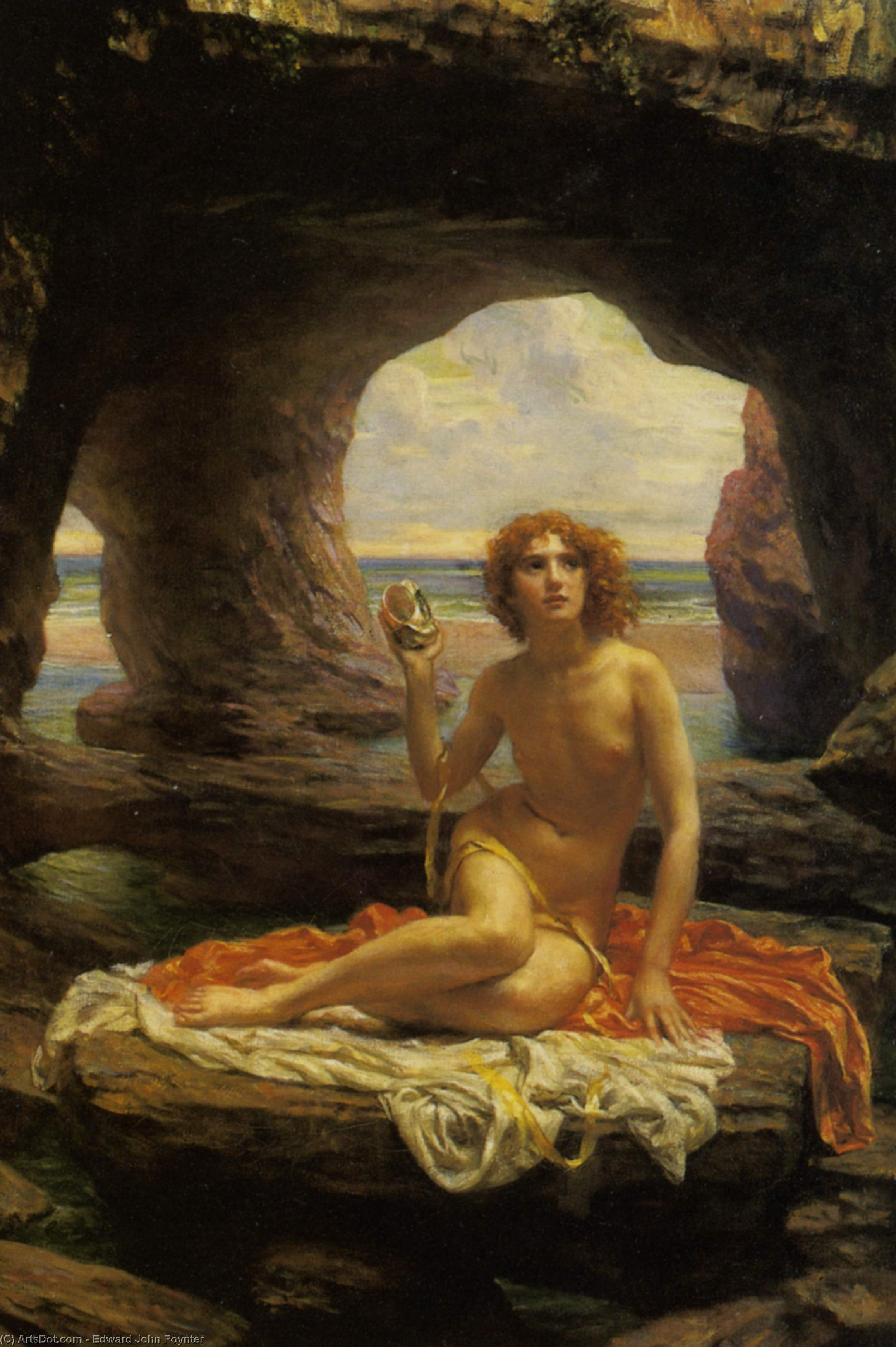
در پایین جزر و مد
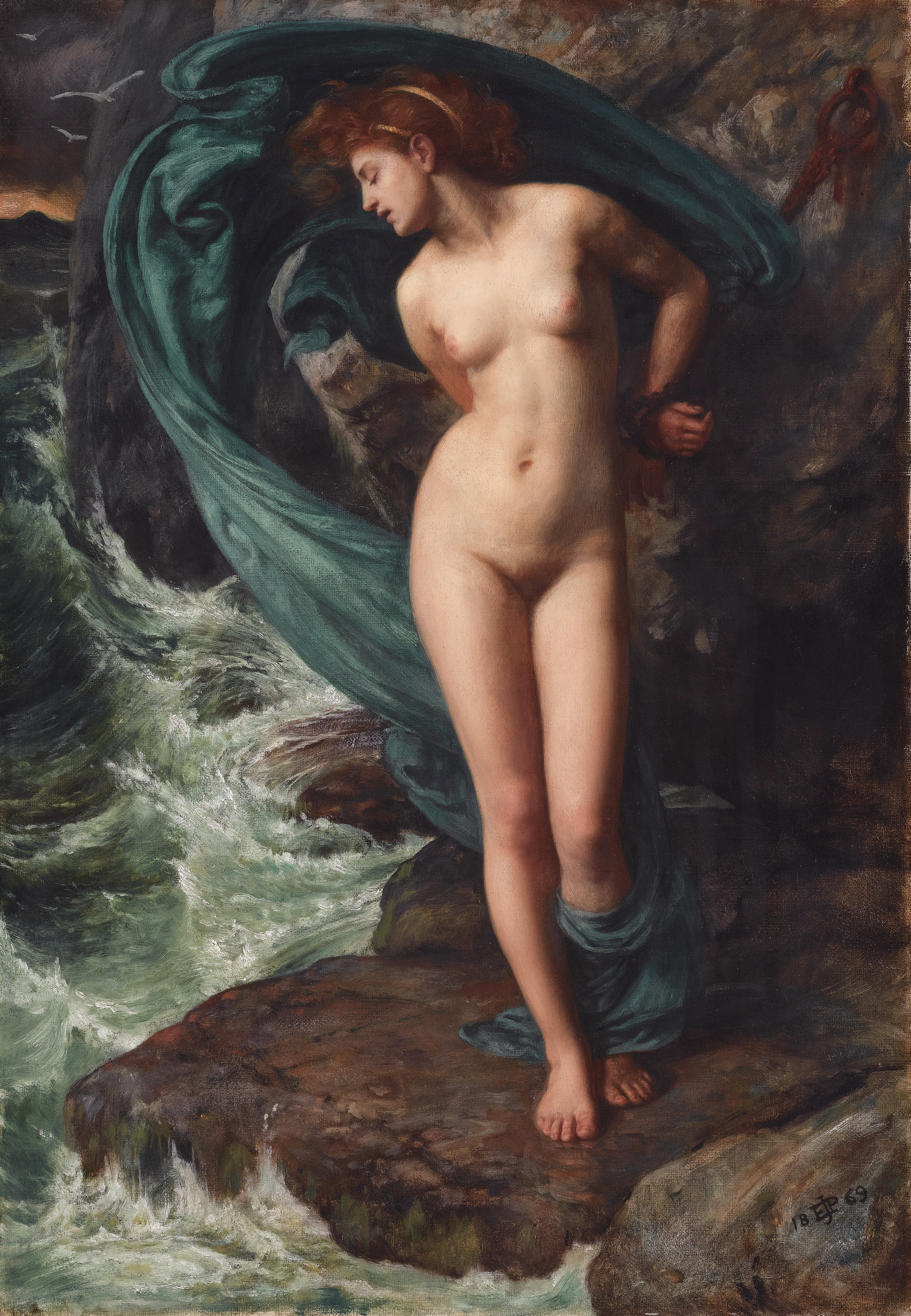
آندرومدا (۱۸۶۹)
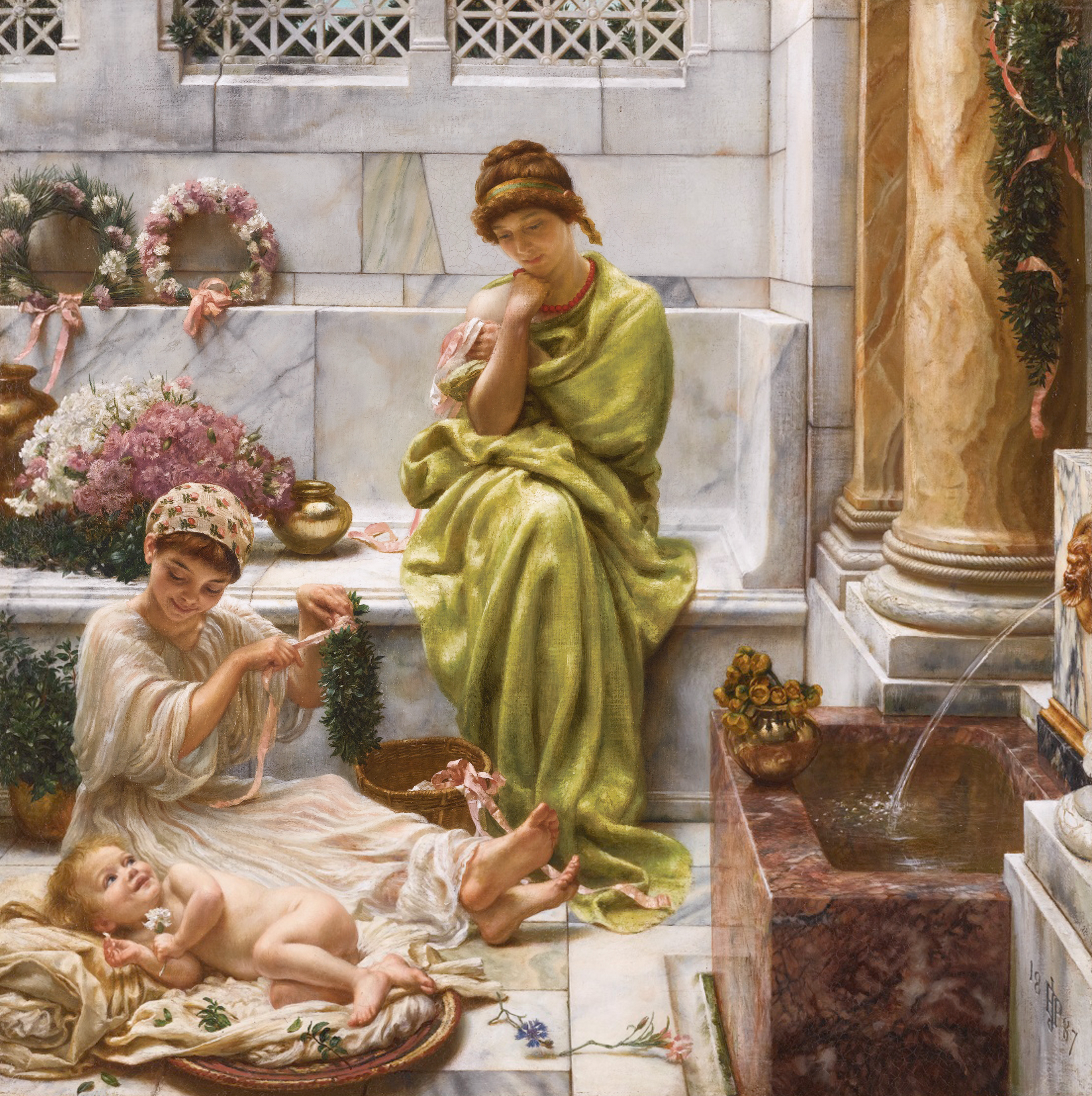
گوشه‌ای از بازار (۱۸۸۷)

## پیوند به بیرون

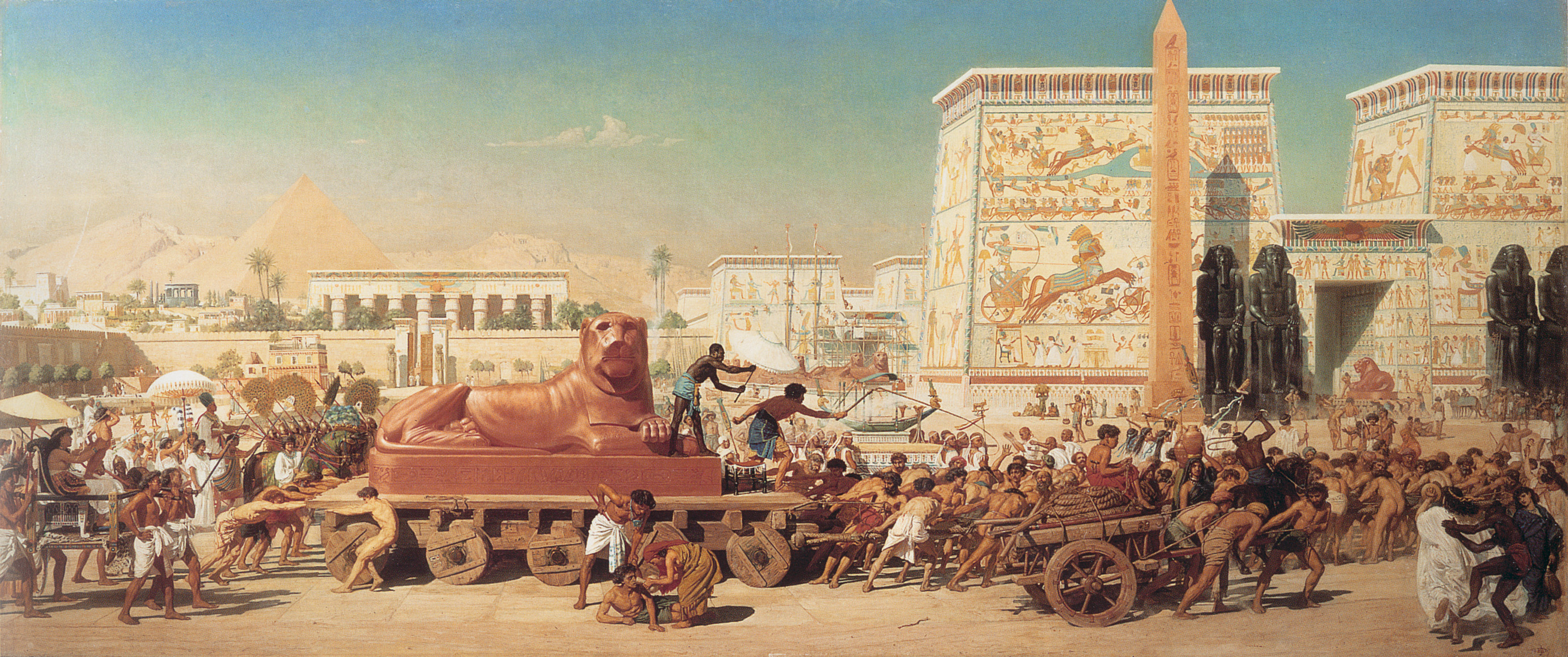
اسرائیل در مصر (۱۸۶۷), ادوارد پوینتر